# Lijst van afleveringen van Wizards of Waverly Place
Dit is een afleveringenlijst van de Disney Channel Original Series, Wizards of Waverly Place. De eerste aflevering van de serie was op 12 oktober 2007. Het vierde seizoen eindigde op 6 januari 2012.
De serie volgt Alex Russo (Selena Gomez), een tovenaar die strijd met haar broers Justin (David Henrie) en Max (Jake T. Austin) om de familie tovenaar te worden en haar krachten te behouden. In 2009 won de serie een Primetime Emmy Award voor "Outstanding Children's Program".

## Overzicht van seizoenen
| Seizoen | Afleveringen | Origineel         | Origineel        |
| Seizoen | Afleveringen | Seizoen Première  | Seizoen Finale   |
| ------- | ------------ | ----------------- | ---------------- |
| 1       | 21           | 12 oktober 2007   | 31 augustus 2008 |
| 2       | 30           | 12 september 2008 | 21 augustus 2009 |
| Film    | Film         | 28 augustus 2009  | 28 augustus 2009 |
| 3       | 28           | 9 oktober 2009    | 15 oktober 2010  |
| 4       | 27           | 12 november 2010  | 6 januari 2012   |
| Special | Special      | 15 maart 2013     | 15 maart 2013    |

## Afleveringen

### Seizoen 1: 2007-'08
| №  |    | Titel                                      | Uitzenddatum     | Uitzenddatum &   |
| -- | -- | ------------------------------------------ | ---------------- | ---------------- |
| 1  | 1  | "Crazy 10 Minute Sale"                     | 12 oktober 2007  | 3 oktober 2009   |
| 2  | 2  | "First Kiss"                               | 19 oktober 2007  | 3 oktober 2009   |
| 3  | 3  | "I Almost Drowned in a Chocolate Fountain" | 26 oktober 2007  | 3 oktober 2009   |
| 4  | 4  | "New Employee"                             | 2 november 2007  | 4 oktober 2009   |
| 5  | 5  | "Disenchanted Evening"                     | 9 november 2007  | 11 oktober 2009  |
| 6  | 6  | "You Can't Always Get What You Carpet"     | 10 november 2007 | 3 oktober 2009   |
| 7  | 7  | "Alex's Choice"                            | 16 november 2007 | 4 oktober 2009   |
| 8  | 8  | "Curb Your Dragon"                         | 30 november 2007 | 18 oktober 2009  |
| 9  | 9  | "Movies"                                   | 14 december 2007 | 25 oktober 2009  |
| 10 | 10 | "Pop Me and We Both Go Down"               | 6 januari 2008   | 3 oktober 2009   |
| 11 | 11 | "Potion Commotion"                         | 10 februari 2008 | 8 november 2009  |
| 12 | 12 | "Justin's Little Sister"                   | 9 maart 2008     | 1 november 2009  |
| 13 | 13 | "Wizard School - Part 1"                   | 6 april 2008     | 14 november 2009 |
| 14 | 14 | "Wizard School - Part 2"                   | 6 april 2008     | 15 november 2009 |
| 15 | 15 | "The Supernatural"                         | 18 mei 2008      | 22 november 2009 |
| 16 | 16 | "Alex in the Middle"                       | 15 juni 2008     | 6 oktober 2009   |
| 17 | 17 | "Report Card"                              | 29 juni 2008     | oktober 2009     |
| 18 | 18 | "Credit Check"                             | 6 juli 2008      | 15 november 2009 |
| 19 | 19 | "Alex's Spring Fling"                      | 20 juli 2008     | 29 november 2009 |
| 20 | 20 | "Quinceanera"                              | 10 augustus 2008 | 3 oktober 2009   |
| 21 | 21 | "Art Museum Piece"                         | 31 augustus 2008 | 6 december 2009  |

### Seizoen 2: 2008-'09
| №  |    | Titel                                   | Uitzenddatum      | Uitzenddatum &   |
| -- | -- | --------------------------------------- | ----------------- | ---------------- |
| 22 | 1  | "Smarty Pants"                          | 12 september 2008 | 6 december 2009  |
| 23 | 2  | "Beware wolf"                           | 21 september 2008 | 13 december 2009 |
| 24 | 3  | "Graphic Novel"                         | 5 oktober 2008    | 20 december 2009 |
| 25 | 4  | "Racing"                                | 12 oktober 2008   | 6 februari 2010  |
| 26 | 5  | "Alex's Brother, Maximan"               | 19 oktober 2008   | 13 februari 2010 |
| 27 | 6  | "Saving WizTech Part 1"                 | 26 oktober 2008   | 13 maart 2010    |
| 28 | 7  | "Saving WizTech Part 2"                 | 26 oktober 2008   | 20 maart 2010    |
| 29 | 8  | "Harper Knows"                          | 23 november 2008  | 20 februari 2010 |
| 30 | 9  | "Taxi Dance"                            | 7 december 2008   | 27 februari 2010 |
| 31 | 10 | "Baby Cupid"                            | 14 december 2008  | 27 maart 2010    |
| 32 | 11 | "Make It Happen"                        | 31 december 2008  | 23 mei 2010      |
| 33 | 12 | "Fairy Tale"                            | 25 januari 2009   | 18 april 2010    |
| 34 | 13 | "Fashion Week"                          | 15 februari 2009  | 2 mei 2010       |
| 35 | 14 | "Helping Hand"                          | 16 februari 2008  | 9 mei 2010       |
| 36 | 15 | "Art Teacher"                           | 1 maart 2009      | 25 april 2010    |
| 37 | 16 | "Future Harper"                         | 15 maart 2009     | 10 april 2010    |
| 38 | 17 | "Alex Does Good"                        | 5 april 2009      | 3 april 2010     |
| 39 | 18 | "Hugh's Not Normous"                    | 12 april 2009     | 14 augustus 2010 |
| 40 | 19 | "Don't Rain On Justin's Parade"         | 19 april 2009     | 3 september 2010 |
| 41 | 20 | "Family Game Night"                     | 26 april 2009     | 16 mei 2010      |
| 42 | 21 | "Justin's New Girlfriend"               | 2 mei 2009        | 6 juni 2010      |
| 43 | 22 | "My Tutor, Tutor"                       | 29 mei 2009       | 27 augustus 2010 |
| 44 | 23 | "Paint By Committee"                    | 26 juni 2009      | 1 oktober 2010   |
| 45 | 24 | "Wizard For a Day"                      | 10 juli 2009      | najaar 2010      |
| 46 | 25 | "Cast-Away (To Another Show)"           | 17 juli 2009      | 30 mei 2010      |
| 47 | 26 | "Wizards vs. Vampires on Waverly Place" | 24 juli 2009      | 3 juni 2010      |
| 48 | 27 | "Wizards vs. Vampires: Tasty Bites"     | 31 juli 2009      | 24 augustus 2010 |
| 49 | 28 | "Wizards vs. Vampires: Dream Date"      | 7 augustus 2009   | 27 juni 2010     |
| 50 | 29 | "Wizards & Vampires vs. Zombies"        | 8 augustus 2009   | 31 mei 2010      |
| 51 | 30 | "Retest"                                | 21 augustus 2009  | 17 augustus 2010 |

### Wizards of Waverly Place: The Movie
| Titel                               | Uitzenddatum     | Uitzenddatum &   |
| ----------------------------------- | ---------------- | ---------------- |
| Wizards of Waverly Place: The Movie | 28 augustus 2009 | 24 december 2009 |

### Seizoen 3: 2009-'10
| №  |    | Titel                             | Uitzenddatum      | Uitzenddatum &    |
| -- | -- | --------------------------------- | ----------------- | ----------------- |
| 52 | 1  | "Franken-Girl"                    | 9 oktober 2009    | 21 februari 2011  |
| 53 | 2  | "Halloween"                       | 16 oktober 2009   | 31 oktober 2011   |
| 54 | 3  | "Monster Hunter"                  | 23 oktober 2009   | 24 december 2010  |
| 55 | 4  | "Three Monsters"                  | 6 november 2009   | 31 december 2010  |
| 56 | 5  | "Night at the Lazerama"           | 6 november 2009   | 1 maart 2011      |
| 57 | 6  | "Doll House"                      | 20 november 2009  | 7 januari 2011    |
| 58 | 7  | "Marathoner Helper"               | 4 december 2009   | 18 mei 2011       |
| 59 | 8  | "Alex Charms a Boy"               | 15 januari 2010   | 21 april 2011     |
| 60 | 9  | "Wizards vs. Werewolves"          | 22 januari 2010   | 25 april 2011     |
| 61 | 10 | "Positive Alex"                   | 26 februari 2010  | 25 mei 2011       |
| 62 | 11 | "Detention Election"              | 19 maart 2010     | 1 juni 2011       |
| 63 | 12 | "Dude Looks Like Shakira"         | 16 april 2010     | 27 juni 2011      |
| 64 | 13 | "Eat to the Beat"                 | 30 april 2010     | 15 juni 2011      |
| 65 | 14 | "Third Wheel"                     | 30 april 2010     | 22 juni 2011      |
| 66 | 15 | "The Good, the Bad, and the Alex" | 7 mei 2010        | 29 juni 2011      |
| 67 | 16 | "Western Show"                    | 14 mei 2010       | 30 augustus 2011  |
| 68 | 17 | "Alex's Logo"                     | 21 mei 2010       | 10 december 2010  |
| 69 | 18 | "Dad's Buggin' Out"               | 4 juni 2010       | 6 september 2011  |
| 70 | 19 | "Max's Secret Girlfriend"         | 11 juni 2010      | 13 september 2011 |
| 71 | 20 | "Alex Russo, Matchmaker?"         | 2 juli 2010       | 20 september 2011 |
| 72 | 21 | "Delinquent Justin"               | 16 juli 2010      | 8 juni 2011       |
| 73 | 22 | "Captain Jim Bob Sherwood"        | 23 juli 2010      | 4 oktober 2011    |
| 74 | 23 | "Wizards vs. Finkles"             | 30 juli 2010      | 4 oktober 2011    |
| 75 | 24 | "All About You-Niverse"           | 20 augustus 2010  | 11 oktober 2011   |
| 76 | 25 | "Uncle Ernesto"                   | 27 augustus 2010  | 11 mei 2011       |
| 77 | 26 | "Moving On"                       | 10 september 2010 | 1 november 2011   |
| 78 | 27 | "Wizards Unleashed"               | 1 oktober 2010    | 1 november 2011   |
| 79 | 28 | "Wizards Exposed"                 | 15 oktober 2010   | 8 november 2011   |

### Seizoen 4: 2010-'11
| №   |    | Titel                            | Uitzenddatum      | Uitzenddatum &   |
| --- | -- | -------------------------------- | ----------------- | ---------------- |
| 80  | 1  | "Alex Tells The World"           | 12 november 2010  | 15 november 2011 |
| 81  | 2  | "Alex Gives Up"                  | 27 november 2010  | 22 november 2011 |
| 82  | 3  | "Lucky Charmed"                  | 10 december 2010  | 29 november 2011 |
| 83  | 4  | "Journey to the Center of Mason" | 17 december 2010  | 6 december 2011  |
| 84  | 5  | "Three Maxes and a Little Lady"  | 7 januari 2011    | 13 december 2011 |
| 85  | 6  | "Daddy's Little Girl"            | 21 januari 2011   | 20 december 2011 |
| 86  | 7  | "Everything's Rosie for Justin"  | 4 februari 2011   | 27 december 2011 |
| 87  | 8  | "Dancing with angels"            | 11 februari 2011  | 9 maart 2012     |
| 88  | 9  | "Wizards vs Angels"              | 18 februari 2011  | 16 maart 2012    |
| 89  | 10 | "Back To Max"                    | 11 maart 2011     | 23 maart 2012    |
| 90  | 11 | "Zeke finds out"                 | 8 april 2011      | 30 maart 2012    |
| 91  | 12 | "Magic Unmasked"                 | 13 mei 2011       | 6 april 2012     |
| 92  | 13 | "Meet the Werewolves"            | 17 juni 2011      | 13 april 2012    |
| 93  | 14 | "Beast Tamer"                    | 24 juni 2011      | 20 april 2012    |
| 94  | 15 | "Wizard of the Year"             | 8 juli 2011       | 27 april 2012    |
| 95  | 16 | "Misfortune at the Beach"        | 24 juli 2011      | 4 mei 2012       |
| 96  | 17 | "Wizards vs. Asteroid"           | 19 augustus 2011  | 11 mei 2012      |
| 97  | 18 | "Justin's Back In"               | 26 augustus 2011  | 18 mei 2012      |
| 98  | 19 | "Alex the Puppetmaster"          | 16 september 2011 | 26 mei 2012      |
| 99  | 20 | "My Two Harpers"                 | 30 september 2011 | 1 juni 2012      |
| 100 | 21 | "Wizards of Apartment 13B"       | 7 oktober 2011    | 7 oktober 2012   |
| 101 | 22 | "Ghost Roommate"                 | 14 oktober 2011   | 14 oktober 2012  |
| 102 | 23 | "Get Along, Little Zombie"       | 21 oktober 2011   | 21 oktober 2012  |
| 103 | 24 | "Wizards vs. Everything"         | 28 oktober 2011   | 28 oktober 2012  |
| 104 | 25 | "Rock Around the Clock"          | 4 november 2011   | 4 november 2012  |
| 105 | 26 | "Harperella"                     | 18 november 2011  | 26 oktober 2012  |
| 106 | 27 | "Family Wizard"                  | 6 januari 2012    | 11 november 2012 |

### The Wizards Return: Alex vs. Alex (2013)
Op 25 juni 2010 werd bevestigd dat er een tweede film over Wizards zou komen. Deze zou in de zomer van 2011 worden opgenomen, maar in april 2011 werd het project afgeblazen door onenigheden omtrent het script. Volgens interne bronnen zou de film toch nog in de ontwikkeling zijn en is het script intussen afgewerkt. Er werd toch aangegeven dat de film er niet meer komt.
Op 27 september 2012 verscheen er in een persbericht dat Wizards Of Waverly Place eenmalig terugkomt voor een één uur durende televisiespecial. De hoofdcast keert terug, de opnames lopen in oktober en november 2012 in Amerika, maar in de reeks speelt het zich af in Italië. De special komt in op 15 maart 2013 op Disney Channel. Naast de hoofdrol zal Selena Gomez ook instaan als de uitvoerend producent van de film. Deze film is het definitieve slot van de reeks. In Vlaanderen en Nederland komt de special op 21 juni 2013 op Disney Channel.